# スリランカの政治
この記事では、スリランカの政治（スリランカのせいじ、シンハラ語: ශ්‍රී ලංකාවේ දේශපාලනය、タミル語: இலங்கையின் அரசியல்）について述べる。
スリランカ民主社会主義共和国（スリランカみんしゅしゃかいしゅぎきょうわこく、シンハラ語: ශ්‍රී ලංකා ප්‍රජාතාන්ත්‍රික සමාජවාදී ජනරජය、タミル語: இலங்கை சனநாயக சோஷலிசக் குடியரசு）は、半大統領制を採用する民主政共和国であり、大統領が国家元首を務める。複数政党制による間接民主主義を行い、行政権は大統領と首相、そして内閣が担っている。立法権は一院制の国会が担う。長年にわたりスリランカ自由党（SLFP）と統一国民党（UNP）という二大政党が政権を担ってきたが、2020年に行われたの総選挙ではマヒンダ・ラージャパクサ率いるスリランカ人民戦線（SLPP）が全議席の3分の2に迫る145議席を獲得して圧勝した。司法は立法府、行政府と独立している。スリランカの政治は長年にわたり、多数派のシンハラ人と少数派ではあるが北東部では多数を占めるタミル人やムスリムとの微妙な関係性を反映して行われてきた。

## 行政部門
| 役職   | 氏名                       | 政党         | 就任          |
| ------ | -------------------------- | ------------ | ------------- |
| 大統領 | ラニル・ウィクラマシンハ   | 統一国民党   | 2022年7月21日 |
| 首相   | ディネーシュ・グナワルダナ | 人民統一戦線 | 2022年7月22日 |

任期5年の大統領は、国民による直接選挙によって選出され、国家元首、政府の長、軍の最高指揮官を務める。また、議会に対して責任を持ち、憲法と法律に基づいて行政権を執行する。さらに、議会の3分の2以上の投票と最高裁判所の同意がある場合には、大統領を解任することができる。
大統領は内閣の首班として首相を任命し、首相が議会に対して責任を持つ。首相は大統領の代理としての権限を有し、通常は議会の与党党首が務める。議会が首相に対して不信任決議を可決した場合には内閣が解散され、大統領が新しい首相を任命する。

## 立法府
一院制の国会は定数が225で、5年ごとに改選される。196人は大選挙区から、29人は全国区から、それぞれ比例代表制によって選出される。
最新の憲法改正により、各選挙区で最も多くの有効票を集めた政党には「ボーナス議席」が与えられるようになった。また大統領はいつでも議会の招集、延期、停止を行うことができ、さらに総選挙から1年が経過すれば解散させることも可能である。また総選挙から1年が経過していなくても、議員の過半数の投票によって解散が決議された場合には議会を解散させることができる。また1948年の独立以降、スリランカは依然としてコモンウェルス（イギリス連邦）の一員であり続けている。

## 政党・選挙
2005年8月、最高裁は長年続いたクマーラトゥンガ大統領の辞任に伴う大統領選挙を同年11月に実施すると決めた。二大政党であるスリランカ自由党（SLFP）はマヒンダ・ラージャパクサ、統一国民党（UNP）はラニル・ウィクラマシンハを候補とし、11月17日に選挙が実施された。選挙の結果ラージャパクサが50.3%の票を集め、得票率48.4%のウィクラマシンハを下して第5代スリランカ大統領に就任した。第22代首相には2000年から2001年にも首相に就任していたラトナシリ・ウィクラマナカが任命された。
その後、2015年に実施された大統領選挙で3選を目指したマヒンダ・ラージャパクサが敗北し、対立候補の マイトリーパーラ・シリセーナが大統領に就任した。しかし2019年の大統領選には出馬せず、マヒンダの実弟で内戦時には国防相も務めた ゴーターバヤ・ラージャパクサが第7代大統領に就任した。さらに翌年に実施された総選挙でもマヒンダが党首を務めるスリランカ人民戦線（SLPP）が議席数の3分の2に迫る圧勝を収め、ラージャパクサ一族による支配がより強固なものとなった。そしてマヒンダは新しい首相に就任した。

### 2020年総選挙
| 党派                 | 党派                             | 得票数     | 得票率 | 議席数 | 議席数 | 議席数 | 議席数   |
| 党派                 | 党派                             | 得票数     | 得票率 | 選挙区 | 全国区 | 合計   | 増減     |
| -------------------- | -------------------------------- | ---------- | ------ | ------ | ------ | ------ | -------- |
|                      | スリランカ人民自由同盟（SLFPA）  | 6,853,690  | 59.09  | 128    | 17     | 145    | 50       |
|                      | 統一人民戦線（SJB）              | 2,771,980  | 23.90  | 47     | 7      | 54     | 新同盟   |
|                      | 国民の力（NPP）                  | 445,958    | 3.84   | 2      | 1      | 3      | 3        |
|                      | タミル国民連合（TNA）            | 327,168    | 2.82   | 9      | 1      | 10     | 6        |
|                      | 統一国民党（UNP）                | 249,435    | 2.15   | 0      | 1      | 1      | 105      |
|                      | タミル国民戦線（TNPF）           | 67,766     | 0.58   | 1      | 1      | 2      | 2        |
|                      | 我々人民の力党（OPP）            | 67,758     | 0.58   | 0      | 1      | 1      | 1        |
|                      | タミル人民解放の虎（TMVP）       | 67,692     | 0.58   | 1      | 0      | 1      | 1        |
|                      | スリランカ自由党（SLFP）         | 66,579     | 0.57   | 1      | 0      | 1      | 1        |
|                      | イーラム人民民主党（EPDP）       | 61,464     | 0.53   | 2      | 0      | 2      | 1        |
|                      | ムスリム国民連合（MNA）          | 55,981     | 0.48   | 1      | 0      | 1      | 1        |
|                      | タミル人民全国連合（TPNA）       | 51,301     | 0.44   | 1      | 0      | 1      | 1        |
|                      | 全セイロン・ムスリム会議（ACMC） | 43,319     | 0.37   | 1      | 0      | 1      | 1        |
|                      | 国民会議（NC）                   | 39,272     | 0.34   | 1      | 0      | 1      | 1        |
|                      | スリランカ・ムスリム会議         | 34,428     | 0.30   | 1      | 0      | 1      | 増減なし |
|                      | 諸派                             | 395,138    | 3.43   | 0      | 0      | 0      |          |
| 合計                 | 合計                             | 11,598,929 | 100.00 | 196    | 29     | 225    |          |
|                      |                                  |            |        |        |        |        |          |
| 有効投票数           | 有効投票数                       | 11,598,929 | 93.97  |        |        |        |          |
| 無効投票数           | 無効投票数                       | 744,373    | 6.03   |        |        |        |          |
| 合計投票数           | 合計投票数                       | 12,343,302 | 100.00 |        |        |        |          |
| 有権者数/投票率      | 有権者数/投票率                  | 16,263,885 | 75.89  |        |        |        |          |
| 出典：選挙管理委員会 |                                  |            |        |        |        |        |          |

1. ↑  全体ではスリランカ人民戦線のシンボルを使用した。構成政党はスリランカ自由党、スリランカ人民戦線、セイロン労働者会議（英語版）、イーラム人民民主党、全国自由戦線（英語版）、国民会議（英語版）、人民統一戦線、社会主義連合（英語版）、スリランカ共産党、民主左翼戦線（英語版）、民族解放人民党、スリランカ社会主義平等党、スリランカ人民党、タミル人民解放の虎の14政党。
2. ↑  全セイロン・ムスリム会議（英語版）（アンパーラ選挙区では独自候補）、国家遺産党（英語版）、新ランカ自由党、スリランカ・ムスリム会議（バッティカロア選挙区では独自候補）、タミル進歩同盟（英語版）、統一国民党（サジット派）によって構成される政党連合
3. ↑  人民解放戦線を含む。
4. ↑  ランカ・タミル連邦党のシンボルを用いて選挙戦を戦った。構成政党はランカ・タミル連邦党、タミル・イーラム人民解放機構、タミル・イーラム解放機構の3つ。
5. ↑  全セイロン・タミル会議を含む。
6. ↑  ボドゥ・バラ・セーナを含む
7. ↑  全セイロン・ムスリム会議（英語版）、ムスリム国民連合、スリランカ・ムスリム会議の3党で構成される。
8. ↑  イーラム人民革命解放戦線、イーラム・タミル自治党、タミル国民党、タミル人民連合の4党で構成される。

## 地方自治
スリランカには2つの地方自治体系が並立している。1つは植民地統治に起源を持つ「シビル・サービス」、もう1つは1987年に創設された州である。

### シビル・サービス
スリランカは25の県にわかれており、それぞれの県には県知事が任命されている。それぞれの県は5〜16のDSと呼ばれる地区にわかれており、それぞれのDSにも首長がいる。

### 州政府
1987年に実施されたインド・スリランカ合意により、スリランカ政府は権限の一部を州政府に委譲することを決定した。州議会は5年ごとに改選され、議会の多数派は国会の内閣に相当する委員会を構成して行政を担う。一方で、州知事は大統領によって任命される。

## 司法部門
スリランカの司法は最高裁判所を頂点とし、その下に上訴裁判所、高等裁判所、地方裁判所が設置されている。スリランカの司法体系は様々な法体系が混ざり合ってできている。例えば刑法は基本的に英米法、民法は大陸法を基礎としているが、家族法や相続法は伝統的な法体系が採用されている。

## 外交
スリランカの外交は非同盟を原則としているが、1977年12月以降アメリカ合衆国との関係緊密化を狙っている。他国間の外交枠組みでは非同盟運動の創設国の1つであり、その他にもコモンウェルス（イギリス連邦）や 南アジア地域協力連合（SAARC）、世界銀行、国際通貨基金（IMF）、アジア開発銀行（ADB）などにも加盟している。またコロンボ・プランの事務局がある。
その地政学的な重要度と経済成長により、近年では日本、中国、インドなどによる開発競争が繰り広げられている。